# Суперкуп Холандије у фудбалу
Суперкуп Холандије у фудбалу, познат и под именом Трофеј Јохана Кројфа (хол. Johan Cruijff Schaal), фудбалско је такмичење које се одржава у Холандији. Названо је по холандском фудбалеру Јохану Кројфу. На утакмици се састају победник Ередивизије и Купа Холандије из претходне сезоне. Ако је исти тим освојио и лигу и куп Холандије, тај тим игра утакмицу против другопласираног тима у лиги.

## Успешност по клубовима
| Клуб          | Поб. | Пор. | Године победа                                                                             | Године пораза                                               |
| ------------- | ---- | ---- | ----------------------------------------------------------------------------------------- | ----------------------------------------------------------- |
| ПСВ Ајндховен | 15   | 8    | 1992, 1996, 1997, 1998, 2000, 2001, 2003, 2008, 2012, 2015, 2016, 2021, 2022, 2023, 2025. | 1991, 2002, 2005, 2006, 2007, 2018, 2019, 2024.             |
| Ајакс         | 9    | 10   | 1993, 1994, 1995, 2002, 2005, 2006, 2007, 2013, 2019.                                     | 1996, 1998, 1999, 2004, 2010, 2011, 2012, 2014, 2021, 2022. |
| Фајенорд      | 5    | 7    | 1991, 1999, 2017, 2018, 2024.                                                             | 1992, 1993, 1994, 1995, 2008, 2016, 2023.                   |
| Твенте        | 2    | 1    | 2010, 2011                                                                                | 2001.                                                       |
| Утрехт        | 1    | 1    | 2004.                                                                                     | 2003.                                                       |
| АЗ Алкмар     | 1    | 1    | 2009.                                                                                     | 2013.                                                       |
| СВВ           | 1    | —    | 1949.                                                                                     | —                                                           |
| ПЕЦ Зволе     | 1    | —    | 2014.                                                                                     | —                                                           |
| Рода ЈЦ       | —    | 2    | —                                                                                         | 1997, 2000.                                                 |
| Квик 1888     | —    | 1    | —                                                                                         | 1949.                                                       |
| Херенвен      | —    | 1    | —                                                                                         | 2009.                                                       |
| Гронинген     | —    | 1    | —                                                                                         | 2015.                                                       |
| Витесе        | —    | 1    | —                                                                                         | 2017.                                                       |
| Го Ахед Иглс  | —    | 1    | —                                                                                         | 2025.                                                       |